# Galeão Air Force Base
Galeão Air Force Base (portugisiska: Base Aérea do Galeão) är en flygbas i Brasilien.   Den ligger i kommunen Rio de Janeiro och delstaten Rio de Janeiro, i den sydöstra delen av landet, 900 km sydost om huvudstaden Brasília. Galeão Air Force Base ligger 9 meter över havet. Den ligger på ön Governador Island.
Terrängen runt Galeão Air Force Base är platt. Havet är nära Galeão Air Force Base åt nordost.Trakten är tätbefolkad. Närmaste större samhälle är Rio de Janeiro, 11,3 km söder om Galeão Air Force Base. 